# Leonard Bernstein
Leonard Bernstein, ameriški skladatelj, dirigent in pianist, * 25. avgust 1918, Lawrence, Massachusetts, ZDA † 14. oktober 1990, New York.
Leonard »Lenny« Bernstein je bil mojster človeške in glasbene komunikacije, pa tudi poglobljen mislec in glasbeni teoretik. Zgodaj je spoznal pomen množičnih medijev. Tako je v šestdesetih letih 20.stoletja zasnoval in z newyorškimi filharmoniki, ki jih je vodil od 1958 do 1969, izvedel vrsto televizijskih oddaj, namenjenih popularizaciji klasične glasbe. Oddaje, tako kot njihov avtor in protagonist, so s svojo odprtostjo in nekonformizmom osvojile široko publiko, ki jo je prepričal očarljiv in odprt glasbenik velikega znanja in resničnega talenta.
Rojen je bil v judovski družini, ki je izvirala iz mesta Rivne v Ukrajini. Glasbo je študiral na harvardski univerzi (kompozicijo v razredu prof. Walterja Pistona), in na glasbenem institutu Curtis v Filadelfiji, kjer je bil njegov profesor dirigiranja Fritz Reiner. Novembra leta 1943 je debitiral kot dirigent, ko je po naključju nadomestil bolnega Bruna Walterja, in hitro postal slaven. Leta 1949 je dirigiral svetovno premiero simfonije Turangalîla, Oliviera Messiaena.
Na njegovo kompozicijsko delo je močno vplivala židovska liturgična glasba ter skladatelji Gustav Mahler, George Gershwin in njegov prijatelj, Aaron Copland. Bernstein je bil človek izjemne življenjske moči, saj je bil enako aktiven in uspešen kot dirigent in kot skladatelj. Najbolj je poznan po svojih glasbenih predstavah (predvsem Zgodba z zahodne strani), treh simfonijah, dveh operah itd. 25. decembra 1989 je dirigiral Simfonijo št. 9 Ludwiga van Beethovna kot del proslave ob padcu berlinskega zidu. Ob tej priliki je spremenil besedo iz Schillerjevega besedila Oda radosti in zamenjal »svobodo« (Freiheit) za »veselje« (Freude), s komentarjem, da bi bil Beethoven gotovo zadovoljen, če bi to slišal.
Bernstein je bil od leta 1951 do sredine leta 1970 poročen s Felicijo Montealegre, po rodu iz Čila. Bil je oče treh otrok, do ločitve z ženo pa je prišlo zaradi njegovih homoseksualnih razmerij. Od leta 1971 je živel s prijateljem Tomom Cochranom, vendar se je vrnil k ženi in skrbel zanjo, ko je neozdravljivo zbolela. V poznejših letih je imel Bernstein težave z depresijo in z alkoholizmom. Pokopan je na pokopališču Greenwood v Brooklynu (New York).

## Pomembnejša dela

### Glasba za gledališče
- Fancy Free (balet), 1944
- On the Town (muzikal), 1944
- Faksimile (balet), 1946
- Peter Pan (pesmi, naključna glasba), 1950
- Trouble in Tahiti (opera v enem dejanju), 1952
- Wonderful Town (muzikal), 1953
- On the Waterfront (filmska glasba), 1954
- Kandid (opereta), 1956
- Zgodba z zahodne strani (West Side Story) (muzikal), 1957
- Maša (gledališka glasba za pevce, instrumentaliste in plesalce), 1971
- Dybbuk (balet), 1974
- 1600 Pennsylvania Avenue, 1976
- A Quiet Place (opera v dveh dejanjih), 1983
- The Race to Urga (muzikal), 1987

### Orkestralne (koncertne) skladbe
- Simfonija št. 1, Jeremiah, 1944
- Fancy Free in Tri plesne varijacije iz skladbe »Fancy Free,«, koncertna premiera: 1946
- Tri plesne epizode iz skladbe »On the Town,« koncertna premiera: 1947
- Simfonija št. 2, The Age of Anxiety (Čas hrepenenja), (po predlogi W. H. Audena) za klavir in orkester, 1949
- Serenada (po Platonovem »Simpoziju«) za violino solo, godala, harfo in tolkala, 1954
- Preludij, fuga in »riffs« za klarinet solo in jazzovski ansambel, 1955
- Simfonična suita iz skladbe »On the Waterfront«, 1955
- Simfonični plesi iz muzikala »West Side Story«, 1961 (dva odlomka)
- Simfonija št. 3, Kaddish, za orkester, mešani zbor, deški zbor, recitatorja in sopran solo, 1963
- Dybbuk, suiti št. 1 in 2 za orkester, koncertna premiera: 1975
- Songfest: cikel ameriških pesmi za 6 pevcev in orkester, 1977
- Tri meditacije iz »Maše« za violončelo in orkester, 1977
- Divertimento za orkester, 1980
- Halil, nokturno za flavto solo, pikolo, alt flavto, tolkala, harfo in godala, 1981
- Koncert za orkester, 1989

### Koralna glasba za cerkve ali sinagoge
- Hashkiveinu za solo tenor, mešani zbor in orgle, 1945
- Missa Brevis za mešani zbor in kontratenor solo, s tolkali, 1988
- Psalmi Chichester za kontratenor, mešani zbor, orgle, harfo in tolkala, 1965

### Komorna glasba
- Sonata za klarinet in klavir, 1942
- Glasba za trobila, 1959
- Plesna suita, 1988

### Vokalna glasba
- I Hate Music (Sovražim glasbo): Cikel 5-ih pesmi za otroke; za sopran in klavir, 1943
- La Bonne Cuisine (Dobra kuhinja): 4 recepti za glas in klavir, 1948
- Arije in barkarole za mezzosopran, bariton in klavir štiriročno, 1988
- Album pesmi, 1988

### Ostala glasba
- Različna klavirska glasba
- Priložnostna dela, skomponirana kot darilo ali spominske narave

### Bernsteinove knjige
- Findings (Najdenja), New York: Anchor Books, 1993, ISBN 0-385-42437-X.
- The Infinite Variety of Music (Neskončne možnosti glasbe, New York: Anchor Books, 1993. ISBN 0-385-42438-8.
- The Joy of Music (Srečne ure ob glasbi), New Jersey: Amadeus Press edition, 2004, ISBN 1-57467-104-9.
- The Unanswered Question (Neodgovorjeno vprašanje), Cambridge, Mass: Harvard University Press, 1976. ISBN 0-674-92000-7.

## Skladatelji - sodobniki
- Aaron Copland
- George Gershwin
- Charles Ives
- Dimitris Mitropoulos